# Pátina (pintura)

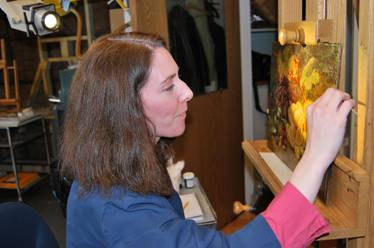
Restauradora retirando la pátina de una obra pictórica.

Pátina, en su definición académica, es el "tono sentado y suave" que adquieren las pinturas al óleo como consecuencia de su proceso de envejecimiento. Esa concepción se vincula a una concepción tradicional de la pintura, que parecía exigir la utilización de barnices en su acabado, homogeneizando y amortiguando los colores, tanto por razones de conservación como estéticas, previendo, entre otras cuestiones, la degeneración de ciertos pigmentos. La definición se extiende a otras técnicas pictóricas y a "otros objetos antiguos"; incluso a un "carácter indefinible que con el tiempo adquieren ciertas cosas", vinculado a la admiración por el arte del pasado; que justifica incluso la búsqueda artificial de ese aspecto.
La conveniencia o no de retirar la pátina es una de las cuestiones más delicadas en la conservación  y restauración, habiendo partidarios de una actitud más conservadora o de "limpiezas" radicales. Entre los primeros está Paul Philippot, quien, en uno de los textos clásicos de esta rama del saber (La noción de pátina y la limpieza de las pinturas), concibe la pátina como "algo consustancial a la historicidad de la obra" desaconsejando su eliminación excepto en "casos extremos".
Leopoldo Alas "Clarín" ridiculiza la utilización pedante del término en un pasaje de La Regenta:

Tal era el personaje que explicaba a dos señoras y a un caballero el mérito de un cuadro todo negro, en medio del cual se veía apenas una calavera de color de aceituna y el talón de un pie descarnado. Representaba la pintura a San Pablo primer ermitaño; el pintor era un vetustense del siglo XVII, solo conocido de los especialistas en antigüedades de Vetusta y su provincia. Por eso el cuadro y el pintor eran tan notables para Bermúdez.
...

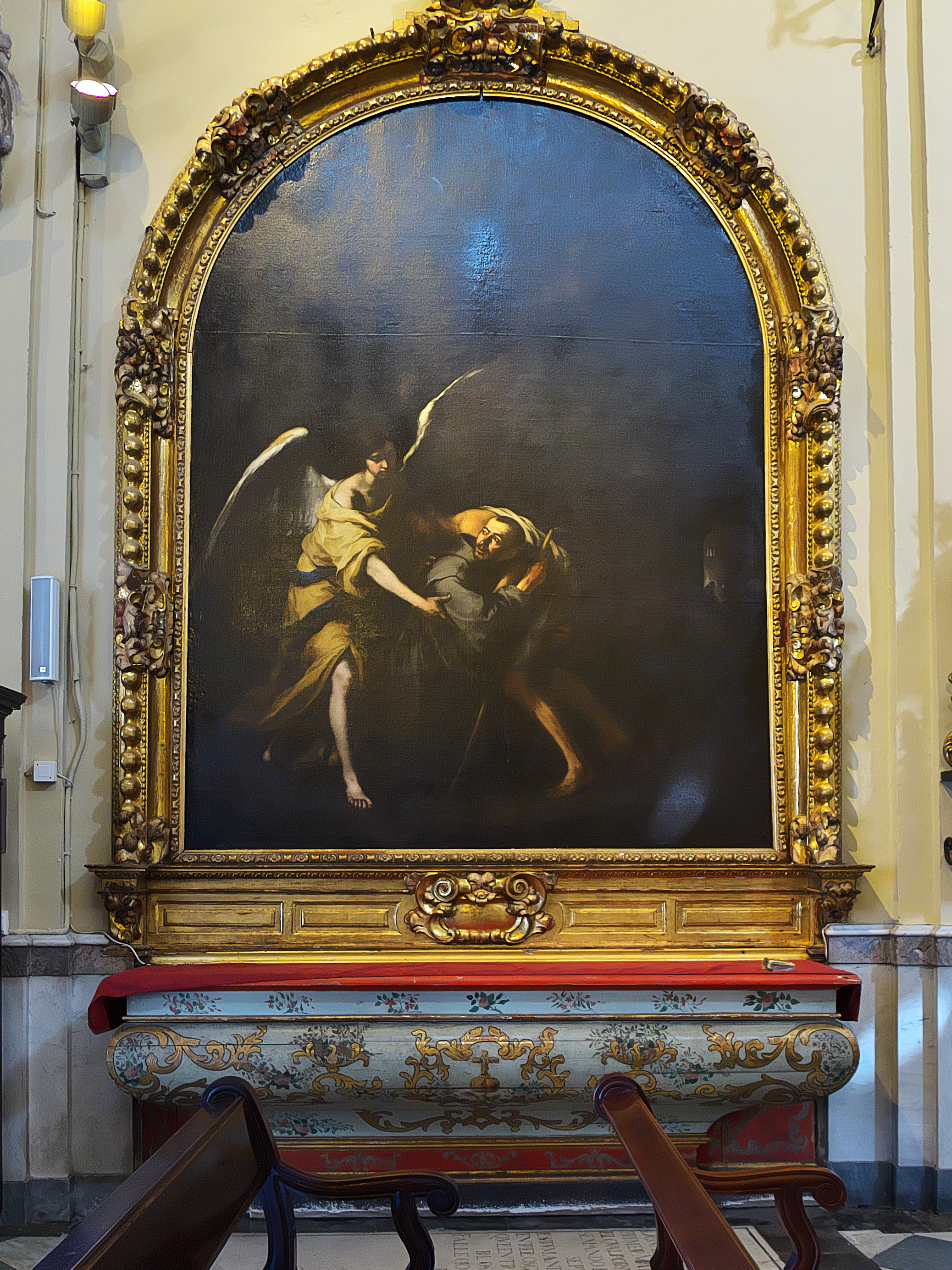
La obra de Murillo citada en el pasaje. Cenceño es un nombre ficticio, como Vetusta (que es Oviedo); un pintor del originario de Asturias tiene un nombre similar: Juan Carreño de Miranda.

-Me parece, señor Bermúdez, que este famosísimo cuadro del ilustre...
-Cenceño.
-Pues, del ilustrísimo Cenceño, luciría más si...
-Si se pudiera ver -interrumpió la esposa del señor Infanzón.
Este fulminó terrible mirada de represión conyugal y rectificó diciendo:
-Luciría más... si no estuviera un poquito ahumado... Tal vez la cera..., el incienso...
—No señor; ¡qué ahumado! —respondió el sabio, sonriendo de oreja a oreja—. Eso que usted cree obra del humo es la pátina; precisamente el encanto de los cuadros antiguos.
—¡La pátina! —exclamó el del pueblo convencido—. Sí, es lo más probable. Y se juró, en llegando a Palomares, mirar el diccionario para saber qué era pátina.
...
Dieron vuelta a toda la sacristía. Cerca de la puerta había algunos cuadros nuevos que eran copias no mal entendidas de pintores célebres. A la Infanzón debieron de agradarle más que las maravillas de Cenceño, sin duda porque se veían mejor. Pero su prudente esposo, considerando que Bermúdez pasaba con afectado desdén delante de aquellos vivos y flamantes colores, dio un codazo a su mujer para que entendiera que por allí se pasaba sin hacer aspavientos. Entre aquellos cuadros había una copia bastante fiel y muy discretamente comprendida del célebre cuadro de Murillo San Juan de Dios, del Hospital de incurables de Sevilla. A la señora de pueblo le llamó la atención la cabeza del santo, que desde que se ve una vez no se olvida.
-¡Oh, qué hermoso! -exclamó sin poder contenerse.
Miró don Saturno con sonrisa de lástima y dijo:
-Sí, es bonito; pero muy conocido. Y volvió la espalda a San Juan, que llevaba sobre sus hombros al pordiosero enfermo, entre las tinieblas. El señor Infanzón dio un pellizco a su mujer; se puso muy colorado y en voz baja la reprendió de esta suerte: Siempre has de avergonzarme. ¿No ves que eso no tiene... pátina?